# 乃琼街道
乃琼镇（藏語：གནས་ཆུང，威利转写：gnas-chung），是中华人民共和国西藏自治区拉萨市堆龙德庆区下辖的一个乡镇级行政单位。

## 行政区划
乃琼镇下辖以下地区：
岗德林村、乃琼村、色玛村、贾热村、加木村和波玛村。

## 交通
- 109国道